# Waitaha (iwi de l'île du Nord)

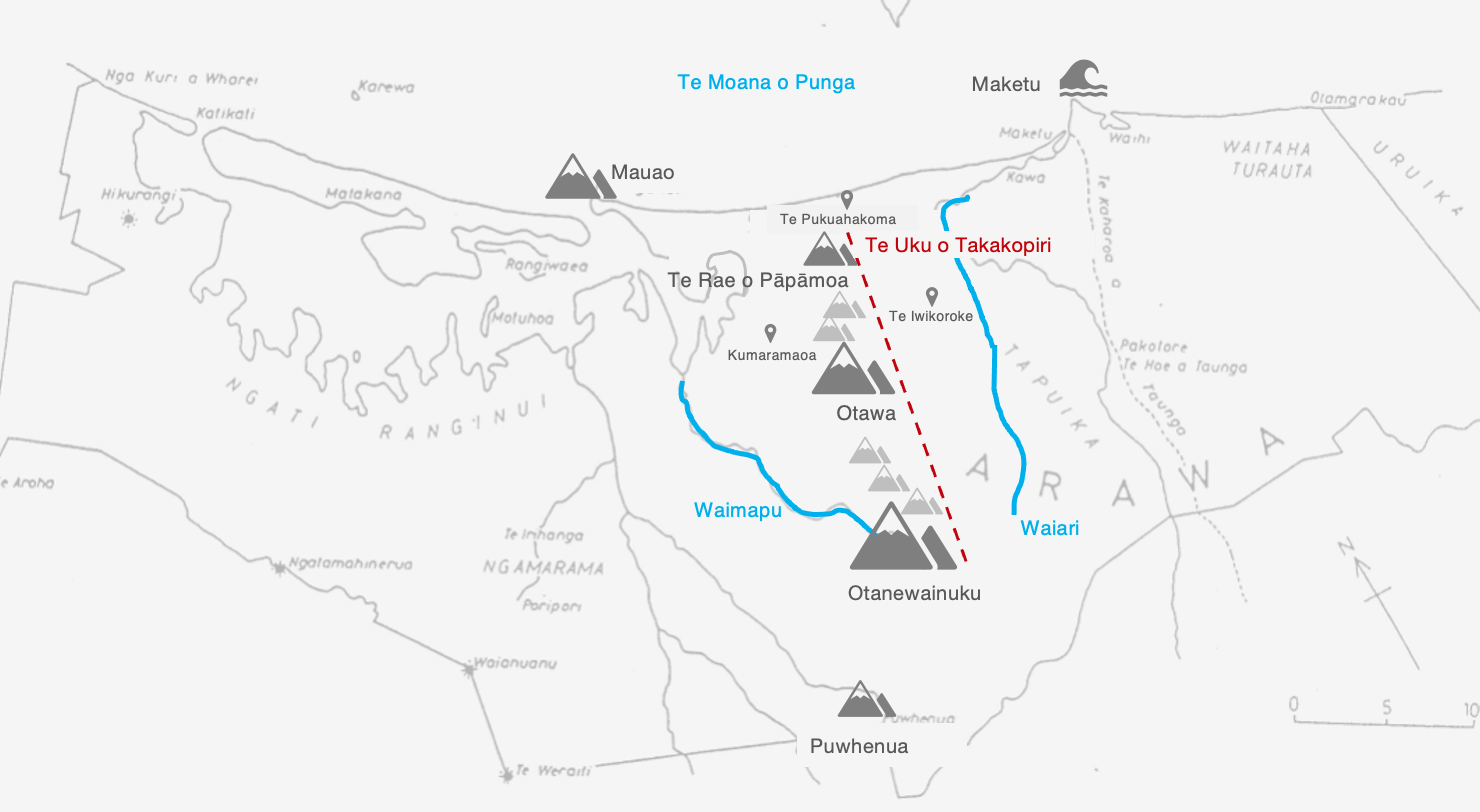
Le territoire originel de l'iwi Waitaha, autour de l'actuelle ville de Tauranga, sur la rive méridionale de la baie de l'Abondance.

Waitaha est une tribu (iwi) māorie dont le territoire est situé sur l'Île du Nord, le long de la baie de l'Abondance. Comme de nombreux autres iwis, elle est issue de Te Arawa.

## Géographie

### Implantation originelle
Le territoire d'influence de l'iwi Waitaha se situe autour de l'actuelle ville de Tauranga, sur la rive méridionale de la baie de l'Abondance, au nord-est de l'Île du Nord. Plus précisément, il s'étend jusqu'à Waimapu au sud-ouest, jusqu'au mont Mauao au nord-ouest, jusqu'à Maketu à l'est, et à l'intérieur des terres jusqu'au mont Ōtanewainuku, situé à une trentaine de kilomètres au sud de la ville.

## Histoire

### Colonisation et dépossession
Dans les années 1840 et 1850, le chef spirituel des Waitaha, Hākaraia Māhika, prône une politique pacifiste vis-à-vis des Pākehā, c'est-à-dire des Anglais. De ce fait, lors des affrontements entre colons britanniques et Māoris, l'iwi Waitaha est divisé, certains de ces membres ayant rejoint des bords opposés, et d'autres encore restant neutres. L'iwi en reste non seulement durablement meurtri, mais aussi en froid avec les iwis voisins. Néanmoins, ne considérant que les forces s'étant opposées à elle, la Couronne confisque aux Waitaha 214 000 acres, soit 866 kilomètres carrés de terres. Hākaraia Māhika s'oppose à cette confiscation et notamment à l'arpentage, ce qui exacerbe la répression gouvernementale, confisquant encore 75 000 acres ou 303 kilomètres carrés avant d'en rendre le tiers.
La confiscation des terres prive l'iwi de sa source principale de subsistance, ce qui en oblige les membres à rejoindre d'autres iwis pour survivre. Un whakataukī ou proverbe māori, rappelle cette disparition : « Ko Waitaha Te iwi, he tangata ngakaurua » : Waitaha était autrefois un iwi puissant, mais à cause de la perte de ses terres, il s'est fragmenté et n'a jamais pu s'unir à nouveau.

### Réparations
À partir de février 2008, des négociations sont conduites entre la Couronne, le Waitaha Raupatu Trust et le Ngāti Mākino Heritage Trust, ce dernier obtenant le mandat de négocier au nom des deux iwis. Ces négociations ont pour but de conclure le règlement des revendications historiques māories au titre du traité de Waitangi. En effet, le treaty of Waitangi Act du 10 octobre 1975, visant à réparer les torts subis par les autochtones de la part des colons britanniques, a permis la mise en place de une réparations culturelles, financières et commerciales. Aucun propriétaire privé n'est lésé par l'opération qui ne grève que les terres possédées par la Couronne. Celles-ci sont rendues à hauteur des trois quarts de la surface confisquée, la Couronne conservant le dernier quart. Quel que soit le lieu de résidence des membres de l'iwi Waitaha, ils sont qualifiés pour une indemnisation. Le registre des bénéficiaires dénombre environ deux mille membres de l'iwi.
Les réparations causent aussi des divisions entre iwis, notamment sur la question de la revendication du mont Mauao, que l'iwi Ngāi Te Rangi (en) conteste à Waitaha.
En 2018, l'université de Waikato et le Waitaha Charitable Trust créent un partenariat visant à octroyer des bourses d'études à des étudiants méritants de l'iwi Waitaha.